# Régis Deparis
Régis Deparis, né le 18 juin 1948 à Hallennes-lez-Haubourdin et mort le 28 mai 2013 à Paris 12e, est un artiste peintre français.
Il choisit ses thèmes, non sans humour, dans le patrimoine de la mémoire historique de l'homme. Ses peintures s'intitulent Villa italiennes, Mondanités romaines ou encore Paysages égyptiens.

## Biographie
Régis Deparis est originaire d'une famille du Nord-Pas-de-Calais. À l'âge de quinze ans, il est remarqué par le préfet du Pas-de-Calais qui lui commande le dessin de la préfecture d'Arras.
Il quitte la France, après ses études artistiques à l'École des beaux-arts de Lille et à l'École nationale supérieure des arts décoratifs de Paris, pour s'installer à Rome. Ainsi, pendant dix ans, il s'inspirera de la mémoire historique de cette ville et de la décadence unique du lieu. Cette interrogation sera à l'origine des séries Paysages italiens, Isola bella, Villa Lante. En 1973 à Rome, il rencontre Henri Cueco qui lui demande de participer au 25e Salon de la jeune peinture.
En 1974, première exposition à Paris, puis à Milan et Gênes. Grand voyageur, il trouvera de nouveaux thèmes dans ses séjours à l'étranger, notamment en Asie et au Mexique.
En 1985, il est lauréat du prix "Villa Médicis hors les murs" attribué par le ministère des Relations extérieures et part pour l'Égypte travailler sur le site de Karnak Louxor. En 1986, le Musée d'art moderne de Lille lui consacre une exposition.
En 1991, sa rencontre avec le peintre italien Enrico Baj sera à l'origine d'une longue amitié. En 1993, un ensemble de 45 tableaux réalisés à quatre mains avec l'artiste italien, intitulé Le Moi divisé, d’après l’ouvrage du psychanalyste Ronald Laing, sera présenté à Paris.
En 1994, il crée Les Écuries d'Hesdin qui proposent, dans le cadre d'une vaste écurie militaire du XVIIIe siècle, des manifestations d'art contemporain dans le Pas-de-Calais. L'une d'entre elles permit la construction d'une installation monumentale de Jean Clareboudt, dans la forêt d'Hesdin.
Malgré ses voyages, Régis Deparis reste attaché à l'histoire de sa région natale. En 2004, il publie Promenades dans Hesdin, histoire d'une ville du Pas-de-Calais, ouvrage dans lequel il conjugue la mémoire et l'art contemporain. En 2012, il consacre également un livre à un artiste oublié de sa région, Henri Le Fauconnier, peintre cubiste du début du XXe siècle, qui fut proche de Matisse et Picasso. 
Au cours des années 1990, Deparis découvre la région du Salento, au sud des Pouilles, en Italie, où il réside souvent, peignant les paysages de la région. En 2006, il s'installe à Lecce, principale ville du Salento, pour y réaliser une peinture monumentale de 30 m2, Hommage à Murat, au Palazzo Palmieri, demeure historique liée à l'histoire de la ville. Dans une veine néo-fauve, il a dépeint les vivaces paysages du Salento, organisant plusieurs expositions dans la région et y invitant ses amis artistes. Deparis a également publié un guide artistique consacré à Lecce, intitulé Promenades dans Lecce.

## Œuvres

### Expositions personnelles
- 1974 galerie Lilianne François, Paris, galerie Rinaldo Rotta, Milan, galerie Rinaldo Rotta, Gênes
- 1975 galerie Lilianne François, Paris, Le Chien de son maître, galerie Il Grifo, Rome
- 1976 galerie l’Indiano, Florence, galerie Le Richerche, Turin
- 1978 galerie municipale, Vitry-sur-Seine
- 1979 expose ses paysages italiens à la Fondation nationale des arts graphiques et plastiques, Paris
- 1985 une bourse de recherche, ” Villa Medicis hors les murs “, lui permet de travailler sur le site de Karnak Louxor
- 1986  Musée d'Art moderne Lille Métropole, série Descente aux tombeaux réalisée en Égypte
- 1992 Muséum national d'histoire naturelle, Jardin des Plantes, Paris, environnement peint pour La Grande Exposition des fruits et légumes
- 1993 galerie Barbier-Beltz, Paris, Le Moi divisé, d'après l'ouvrage de Ronald Laing, ensemble de 45 tableaux réalisés à  quatre mains avec l’artiste italien Enrico Baj
- 1994 crée le centre d’art Les Écuries d’Hesdin qui proposent des manifestations d’art contemporain dans le Pas-de-Calais
- 1995 galerie Nuova Gissi, Turin, rétrospective
- 1997 Hôtel de ville d'Hesdin, 1697 Portraits de l'abbé Prévost par Régis Deparis, exposition réalisée dans le cadre du tricentenaire de la naissance de l'Abbé Prévost.
- 2001 palazzo Ruspoli, Rome, Viaggi in Italia, rétrospective de son travail italien, avril 2001
- 2005 L’Art contemporain dans l’église Notre-Dame, Journées du Patrimoine, Hesdin
- 2006 galerie l’Osanna, Viaggio in Puglia, Nardò, Italie
- 2007 réalisation d’un plafond peint monumental de 30 m2, Histoire d'une famille, histoire du Salento - Hommage à Murat, Palazzo Palmieri, Lecce
- 2025 Régis Deparis, un peintre français dans le Salento, Musée diocésain - Palazzo del Seminario, Lecce

### Expositions collectives
- 1974 25e Salon de la Jeune Peinture, musée d’art moderne de la ville de Paris, Que bien résiste, Lecco, Italie
- 1975 17 artisti francesi, galerie Alzaïa, Rome, galerie Lilianne François, FIAC, Foire internationale d’art contemporain, Paris. Regard 74 : Enquête sur une année d’activités plastiques, galerie La Pochade, Paris. "Triennale del Disegno", Civitanova Marche, Italie
- 1976 Ultimi 15 anni di Pittura in Italia, museo civico, Turin
- 1977 Mythologies quotidiennes 2, A.R.C 2, musée d’art moderne de la ville de Paris Six hommes / six femmes, galerie Jean Larcade, Paris Novembre à Vitry, galerie municipale, Vitry-sur-Seine
- 1978 34e Salon de Mai, Grand Palais, Paris Vous avez dit baleine ?, maison de la Culture, Châlon-sur-Saône, Le Salon de mai au Japon, exposition itinérante organisée par le journal Mainichi
- 1979 "Novembre à Vitry 1969 / 1979 "exposition des lauréats du prix de peinture, galerie municipale, Vitry-sur-Seine Scènes de Vie d’Animaux, Saint-Gengoux-le-National
- 1980 Prove d’Autori, musée des beaux-arts, Ravenne
- 1981 Arte e Critica, musée national d’art moderne, Rome
- 1982 Vachement beau... Portraits de quelques bovins en Franche-Comté par 12 artistes, musée des beaux-arts, Dôle
- 1982 / 1983 De Matisse à nos jours, Tendances dans le Nord-Pas-de-Calais depuis 1945, palais des beaux-arts de Lille
- 1986 Création contemporaine, Quatre artistes français, Centre culturel français du Caire La Chasse et autres histoires, Reims
- 1988 French painting from the Paribas Foundation, Chamber of Commerce and Industry, Abou Dabi
- 1991 Salon de Mai, Grand Palais
- 1992 La Grande Exposition des fruits et légumes, Muséum d’Histoire naturelle, Jardin des Plantes Paris; musée des beaux-arts, Arras;  palais Rameau Lille
- 1993 Galerie de Portraits, galerie Barbier-Beltz, Paris
- 1994 Tourisme, galerie Barbier-Beltz, Paris ; Baj & Deparis ; The Divided Self, Tribeca art gallery, Milan ; Baj & Company, Castello monumentale, Lerici, Itali ; Vanité, avec Bernard Dufour, André Fougeron, Macréau, Jean-Pierre Pincemin, etc., à l’occasion de la 100e exposition de la galerie Barbier-Beltz, Paris
- 1995 Objets insaisissables, galerie Barbier-Beltz, Paris Baj & Company, galerie Sapone, Nice; Hesdin au XIXe siècle par trente artistes d’aujourd’hui, Centre d’art contemporain Les Écuries d’Hesdin (Pas-de-Calais)
- 1996 Jardins d’Hesdin, Jardins d’Éden, Centre d’art contemporain Les Écuries d’Hesdin (Pas-de-Calais)
- 1999 Orientalismo a Leuca, villa La Meridiana, Leuca, Italie
- 2006 Arte, Mito, Salento ;  La Lampara, galerie l’Osanna, Nardò, Italie
- 2021 Le forme del colore, Galerie T&L, Palazzo Gallone Tricase, Italie

### Collections publiques
- Musée d'art moderne de la ville de Paris
- Musée de Grenoble
- Fondation BNP Paribas pour l’art contemporain
- Agence nationale de création en régions
- Fonds régional d'art contemporain Franche-Comté
- Fonds national d'art contemporain